# 三日市藩
三日市藩（みつかいちはん）は、越後国蒲原郡三日市組館村に存在した藩。藩庁は三日市陣屋（現在の新潟県新発田市上館・新発田市立七葉中学校）。

## 概要
享保9年（1724年）3月11日、柳沢吉保の長男・柳沢吉里は甲府藩から大和国郡山藩へ移封された。このとき、支藩甲府新田藩で1万石を領していた吉保の五男・柳沢時睦は越後三日市に1万石の所領を与えられ、三日市藩が立藩することとなった。時睦はわずか3か月の在職で家督を弟の柳沢保経（吉保の七男）に譲ったため、治績はほとんどない。保経は江戸城警備・大坂と駿府の加番・日光祭礼奉行などを歴任して活躍した。
しかし成立直後からもともと小藩であった上、藩主が江戸定府で膨大な出費が続いたため、藩財政は極度に悪化した。このため、天保14年（1843年）頃には藩の借金が2190両という巨額になったと言われている。このため、文政年間に財政再建を主とした藩政改革が試みられたが失敗し、逆に藩財政をさらに悪化させるに至った。
幕末期、三日市藩は外国船の到来に備えて、軍備増強に多額の経費を投入した上、幕府から新潟町の関屋・青山海岸や江戸飛鳥山近辺の警備を命じられた。さらに第8代藩主・柳沢徳忠の家督相続による費用、安政の大地震での藩邸復旧費用、朝廷に対する費用などの出費も重なって、藩財政は破綻寸前を迎えた。ちなみに歴代藩主の中で藩領に入ったのは、最後の藩主・徳忠だけである。明治元年（1868年）の戊辰戦争のとき、三日市藩は新発田藩と行動を共にした。翌年、版籍奉還により徳忠は三日市藩知事となる。明治4年（1871年）7月14日、廃藩置県により三日市藩は廃藩となって三日市県となる。そして同年11月20日、三日市県は新潟県に編入された。

## 歴代藩主
柳沢家
1万石、譜代。
1. 柳沢時睦（ときちか） 従五位下。式部少輔。
2. 柳沢保経（やすつね） 従五位下。弾正少弼。
3. 柳沢信著（のぶあき） 従五位下。式部少輔。
4. 柳沢里之（さとゆき） 従五位下。信濃守。
5. 柳沢里世（さとよ） 従五位下。信濃守。
6. 柳沢里顕（さとあき） 従五位下。弾正少輔。
7. 柳沢泰孝（やすたか） 従五位下。弾正少輔。
8. 柳沢徳忠（のりただ） 従五位下。信濃守。

## 幕末の領地
- 越後国
  - 蒲原郡のうち - 49村（うち5村を第1次新潟県、18村を新発田藩、2村を村上藩、1村を黒川藩に編入）

明治維新後に、蒲原郡30村（旧水原代官所管轄の幕府領14村、黒川藩領11村、会津藩領4村、新発田藩領1村）が加わった。なお相給も存在するため、村数の合計は一致しない。